# Czyste (województwo wielkopolskie)
Czyste – wieś w Polsce położona w województwie wielkopolskim, w powiecie tureckim, w gminie Dobra.
W latach 1975–1998 miejscowość administracyjnie należała do województwa konińskiego.

## Historia
Pierwsza pisana wzmianka o miejscowości Czyste widnieje w konińskich księgach grodzkich i ziemskich. Pochodzi ona z 1560 roku.
Słownik Geograficzny Królestwa Polskiego informuje, że Czyste w powiecie tureckim, gmina Piekary, parafia Skęczniew, w drugiej połowie XIX wieku zamieszkiwali czynszownicy czysto niemieckiego pochodzenia, przybyłych na te ziemie w czasach pruskich. W 1827 roku miejscowość zamieszkiwało 87 osób w czternastu budynkach. Kolonia niemiecka przetrwała do II wojny światowej.
Dziś w miejscowości po niemieckich osadnikach pozostały szczątki cmentarza ewangelickiego. Duży, metalowy krzyż, stojący w jego centrum uległ zniszczeniu, zaś mogiły zarosły roślinnością leśną.